# The Del-Byzanteens
The Del-Byzanteens — американская рок-группа, образовавшаяся в 1980 году в Нью-Йорке, исполнявшая экспериментальный постпанк с элементами арт-рока и считавшаяся частью no-wave-движения. Для музыки группы, во многом созвучной творчеству ранних Television и Velvet Underground, были характерны и «кинематографические» мотивы, что (как отмечает Trouser Press) «неудивительно, если принять во внимание, какой путь в будущем избрал для себя клавишник Джим Джармуш».

## История группы
The Del-Byzanteens образовались в 1980 году; в состав коллектива вошли Дон и Джош Брауны (англ. Don, Josh Braun, оба — ударные и перкуссия), бас-гитарист Филипп Хаген (англ. Philippe Hagen), поющий гитарист Фил Клайн (англ. Phil Kline) и Джим Джармуш (клавишные, вокал). С группой тесно сотрудничали журналист (а впоследствии и известный литературный критик) Люк Санте (англ. Luc Sante), писавший тексты, а также художник Джеймс Нэйрс (англ. James Nares), участвовавший и в The Contortions.
The Del-Byzanteens дебютировали в 1981 году с макси-синглом «Girl’s Imagination». В 1982 году последовали полноформатный студийный альбом Lies to Live и сингл «Draft Riot». Все три релиза выпустил британский лейбл Don’t Fall Off the Mountain Records (DFOTM), в то время входивший в число филиалов Beggars Banquet Records.
После распада Del-Byzanteens братья Брауны (уже сотрудничавшие с Майклом Джайрой из Swans в Circus Mort), образовали группу Deep Six. Клайн и Нэйрс стали активными участниками нью-йоркской арт-сцены, Джармуш — общепризнанным независимым кинорежиссёром, Санте — издателем и литературным критиком. Пластинки группы на CD не выпускались; в 1999 году «Girl’s Imagination» вошла в компиляцию Beggars Banquet Pspyched, "My Hands Are Yellow (from the job that i do)" вышла на сборнике New York Noise Vol 2 (2003). Виниловые релизы группы считаются раритетом.

## Дискография
- «Girl’s Imagination» (12", 1981)
- Lies to Live By (LP, 1982)
- «Draft Riot» (7", 1982)